# أنطون ليندهولم
أنطون ليندهولم (بالسويدية: Anton Lindholm)‏ هو لاعب هوكي الجليد سويدي، ولد في 29 نوفمبر 1994 في أوميو في السويد.

## وصلات خارجية
- أنطون ليندهولم على موقع دوري الهوكي الوطني (الإنجليزية)
- أنطون ليندهولم على موقع EliteProspects.com (الإنجليزية)
- أنطون ليندهولم على موقع HockeyDB.com (الإنجليزية)
- أنطون ليندهولم على موقع Hockey-Reference.com (الإنجليزية)